# Оклахомский выступ

Оклахомский выступ (англ. Oklahoma Panhandle  — «Ручка Оклахомы») — выступ на северо-западе американского штата Оклахома, состоящий из округов Симаррон, Техас и Бивер с запада на восток. Как и в случае с другими выступами США, его название происходит из-за сходства его формы с ручкой сковороды. Крупнейший город выступа — Гаймон в округе Техас. Государственный парк Блэк-Меса, расположенный в округе Симаррон, является самой высокой точкой штата. Другие достопримечательности включают парк Бивер-Дюнс, озеро Оптима и Национальный заповедник дикой природы Оптима. Государственный университет Оклахомы Панхэндл находится в десяти милях от Гаймона. Ранее выступ носил названия «Ничейная земля» (No Man’s Land), «Полоса общественной земли» (Public Land Strip), «Нейтральная полоса» (Neutral Strip) и «Территория Симаррон» (Cimarron Territory).
Термин «Panhandle» (дословно «Ручка от кастрюли») употребляется по отношению к некоторым выступам из-за их схожести с ручками от кастрюли. Этим словом в английском языке обозначают Оклахомский, Техасский, Флоридский, Коннектикутский, Аляскинский, Небрасский выступы и два выступа в Западной Виргинии (северный и восточный).
Палеоиндейский народ поселился в регионе около 8450 года до нашей эры. Коренные американцы населяли этот регион еще до прибытия европейских колонистов в 16 веке. Этот район стал частью Новой Испании по Договору Адамса-Ониса 1819 года, который установил западную границу Луизианской покупки по 100-му меридиану. В результате Мексиканской войны за независимость выступ стал частью Мексики в 1821 году. Этот район также был частью Республики Техас с момента ее образования в 1836 году до тех пор, пока Техас не стал частью Соединенных Штатов в 1846 году, что оставило территорию федеральной собственностью. Этот район был включен в состав территории Оклахома, а позже разделен на три округа, когда Оклахома получила статус штата в 1907 году.
По данным переписи населения США 2020 года, население региона составляет 28 729 человек, а округ Техас — единственный округ в Оклахоме, где проживает испаноязычное большинство, которое составляют 48,1 процента населения округа.

## География
Выступ 166 миль (267 км) в длину и 34 мили (55 км) в ширину граничит с Канзасом и Колорадо на севере, Нью-Мексико на западе, Техасом на юге и остальной частью Оклахомы на востоке.
Крупнейшим городом в регионе является Гаймон, который является административным центром округа Техас. Блэк-Меса, самая высокая точка в Оклахоме на высоте 4973 футов (1516 м), расположена в округе Симаррон. Выступ занимает почти весь регион Высоких равнин в пределах Оклахомы, являясь единственной частью штата, лежащей к западу от 100-го меридиана, который обычно отмечает самую западную протяженность влажного воздуха из Мексиканского залива. Река Северная Канада носит название Бивер-Ривер или Бивер-Крик, протекающий через выступ. Его площадь составляет 5686 квадратных миль (14 730 км2) и составляет 8,28 процента от площади суши Оклахомы. В этот район входит парк Бивер-Дюнс с песчаными дюнами вдоль реки Бивер и озера Оптима, где находится Национальный заповедник дикой природы Оптима.

## История

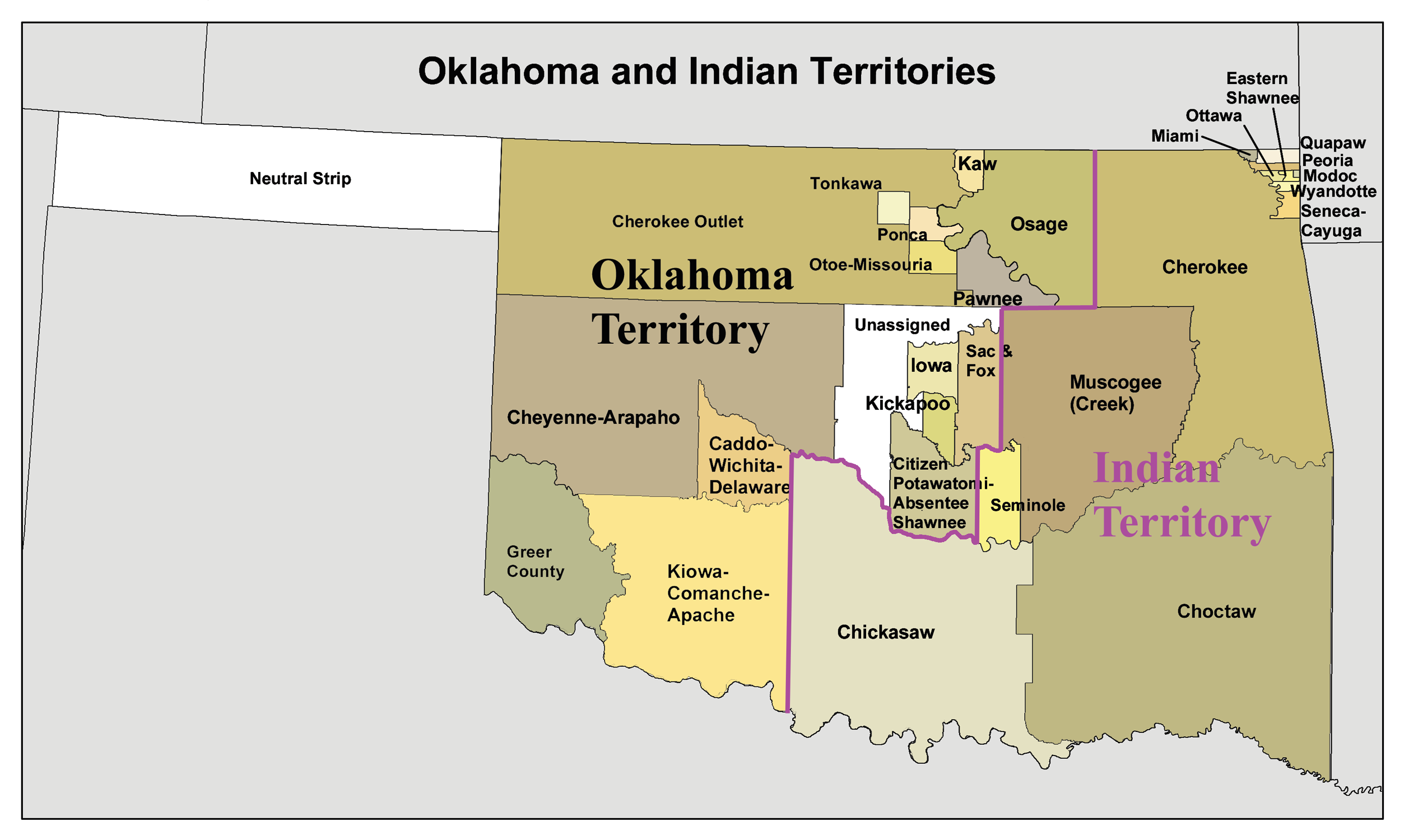
Карта территории Оклахома, индейской территории и «нейтральной полосы»

Аннексия Техаса в 1845 году включала в себя территорию будущего Оклахомского выступа.

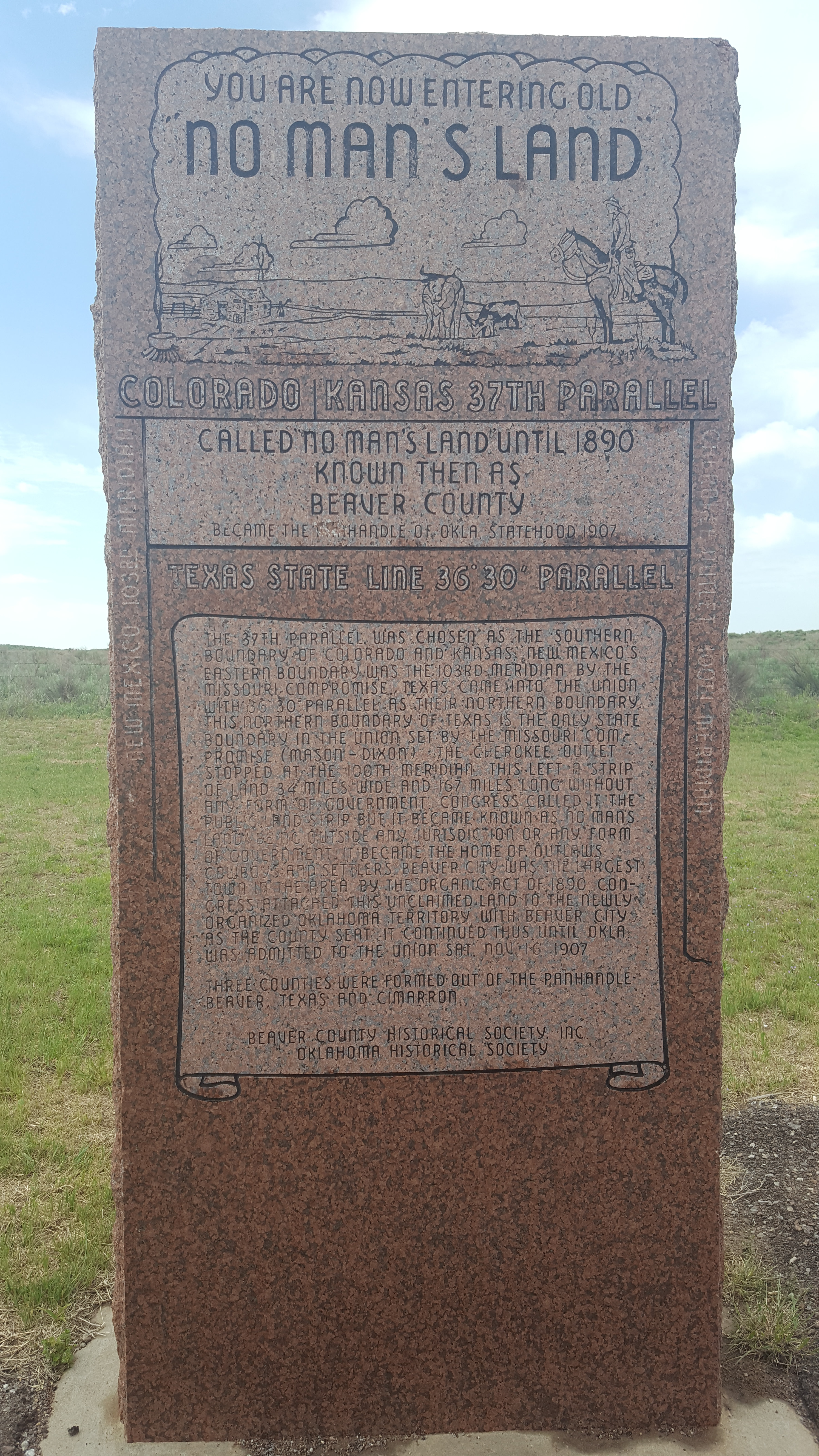
Памятник ничейной земле,64 шоссе к востоку от города Гейт, Оклахома

Территория, на которой сейчас находится Оклахомский выступ, была заселена на протяжении тысячелетий. Палеоиндейцы, населявшие этот регион, были частью комплекса Бивер-Ривер. Стоянка палеоиндейцев на Булл-Крик датируется приблизительно 8450 годом до нашей эры, а стоянка Барсучьих нор — примерно 8400 годом до нашей эры.
Незадолго до прибытия европейцев, выступ был домом для жителей Южных равнин. С 1200 по 1500 год полуоседлые народы выступа, жили в этом регионе в больших домах из каменных плит и штукатурки в деревнях или на отдельных фермах. Занимаясь садоводством, они выращивали кукурузу и местные культуры. Недалеко от современного Гаймона было основано несколько стоянок Антелоп-Крик, в том числе стоянки Макграт, Стампер и Две сестры. Прибытие лошадей из Испании в 16 веке позволило племенам американских индейцев расширить свои охотничьи угодья. Эти жители Южных равнин стали Вичита и связанными с ним племенами.
Колониальная история Оклахомского выступа берет свое начало в Новой Испании. По договору Адамса-Ониса 1819 года между Испанией и США западная граница Луизианы была установлена на 100-м меридиане. С обретением Мексикой независимости в 1821 году выступ стал частью Мексики. С образованием Республики Техас они стали частью Техаса. Когда в 1846 году Техас присоединился к США, выступ стал частью Соединенных Штатов.
В 1826 году через этот район был проложен торговый маршрут между мексиканцами в Санта-Фе и американцами в Сент-Луисе. Этот маршрут все чаще использовался во время Калифорнийской золотой лихорадки. Развязка проходила в нескольких милях к северу от нынешних Бойсе-Сити (Оклахома) и Клейтон (Нью-Мексико), прежде чем продолжить движение в сторону Санта-Фе.
Когда в 1845 году Техас попытался вступить в состав США в качестве рабовладельческого штата, федеральный закон Соединенных Штатов, основанный на Миссурийском компромиссе, запрещал рабство к северу от 36°30' северной широты. В соответствии с Компромиссом 1850 года Техас уступил свои земли к северу от 36°30' северной широты. 170-мильная полоса земли, известная как Нейтральная полоса, с 1850 по 1890 год оставалась без государственной или территориальной собственности. Официально она называлась Полоса общественной земли (Public Land Strip), но куда чаще называлась обычно именовалась Ничейной землей (No Man’s Land).
Компромисс 1850 года также установил восточную границу территории Нью-Мексико по 103 меридиану, установив таким образом западную границу полосы. Законом Канзас-Небраска 1854 года южная граница территории Канзас была установлена по 37-й параллели. Это стало северной границей Ничейной земли. Когда Канзас присоединился к Союзу в 1861 году, западная часть территории Канзас была отнесена к территории Колорадо, но граница ничейной земли не изменилась.

### Территория Симаррон
После гражданской войны в США в этот район перебрались скотоводы. Постепенно они организовали ранчо и установили свои собственные правила для обустройства своих земель и разрешения споров. Официально статус полосы был неопределенным, поэтому предпринимались некоторые попытки договориться об аренде с Чероки, несмотря на то, что полоса Чероки заканчивался на 100-м меридиане. В 1885 году в США Верховный суд постановил, что Ничейная земля не является частью полосы Чероки. В 1886 году министр внутренних дел США Луций Квинт Цинциннат Ламар объявил этот район общественным достоянием, соответственно на него распространялись «право скваттера».
Полоса еще не была обследована в рамках Государственной системы межевания земель, и поскольку это было одним из требований Гомстед-акта, земля не могла быть официально заселена. Тысячи поселенцев хлынули сюда, чтобы отстаивать свои права скваттеров. Они обследовали свои собственные земли и к сентябрю 1886 года организовали самоуправляющуюся юрисдикцию, которую назвали Территорией Симаррон. Сенатор Дэниел В. Вурхиз от штата Индиана внес на рассмотрение Конгресса США законопроект о присоединении так называемой территории к Канзасу. Он был принят как Сенатом, так и Палатой представителей, но не был подписан президентом Гровером Кливлендом.
Организация территории Симаррон началась вскоре после того, как госсекретарь Ламар объявил эту территорию открытой для заселения скваттерами. Поселенцы сформировали свой собственный комитет бдительности, который организовал совет, которому было поручено сформировать правительство территории. Совет принял предварительный свод законов и разделил полосу на три округа. Они также призвали к проведению всеобщих выборов, чтобы выбрать по три члена от каждого округа для формирования правительства. Избранный совет собрался, как и планировалось, избрал Оуэна Г. Чейза президентом и назначил полный состав кабинета. Они также приняли дополнительные законы и разделили полосу на пять округов (Бентон, Бивер, Пало-Дуро, Оптима и Сансет), три сенаторских округа (по три члена от каждого округа) и семь делегатских округов (по два члена от каждого округа). Депутаты от этих округов должны были стать законодательным органом предлагаемой территории. Выборы состоялись 8 ноября 1887 года, а первое заседание законодательного органа состоялось 5 декабря 1887 года.
Чейз отправился в Вашингтон, чтобы добиться приема в Конгресс в качестве делегата от новой территории. Конгресс не признал его. Группа, выступавшая против организации Чейза, собралась, избрала и направила в Вашингтон своего собственного делегата. Был внесен законопроект о признании Чейза, но он так и не был вынесен на голосование. Ни одна из делегаций не смогла убедить Конгресс принять новую территорию. Еще одна делегация отправилась туда в 1888 году, но также безуспешно.

### Заселение и ассимиляция
В 1889 году неназначенные земли к востоку от территории Симаррон были открыты для заселения, и многие жители переехали туда. Чейз оценил численность оставшегося населения в 10 000 человек. Десять лет спустя фактический подсчет показал, что численность населения составляла 2548 человек. 2 марта 1890 года актом Конгресса западная часть Индейской территории была выделена в отдельную территорию Оклахома в состав которой был также включен Оклахомский выступ.

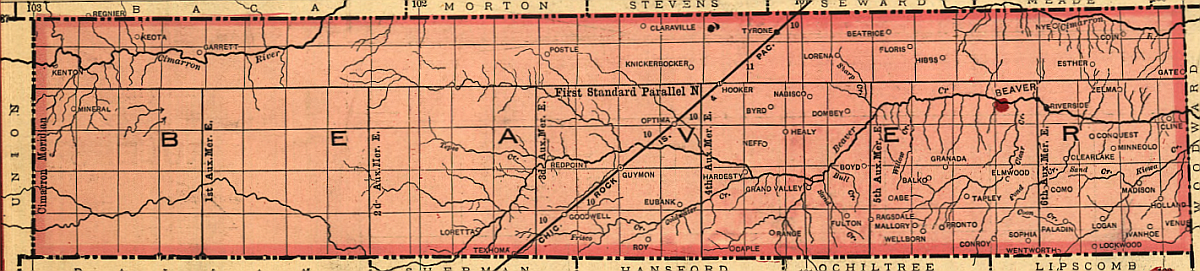
Округ Бивер охватывал весь выступ с 1890 года до получения статуса штата.

В 1891 году правительство завершило обследование, и оставшиеся скваттеры, наконец, смогли получить свои усадьбы в соответствии с Гомстед-актом. Уже после этого новые владельцы смогли получить ипотечные кредиты под залог своей собственности, что позволило им приобрести семена и оборудование. В этот район прибыли капитал и новые поселенцы, и первая железная дорога, через выступ от Либерала, штат Канзас, до Далхарта, штат Техас.
Ничейная земля стала Седьмым округом в рамках недавно организованной территории Оклахома и вскоре была переименована в округ Бивер. Центром округа стал Бивер-Сити. Когда в 1907 году территория Оклахома и Индейская территория были объединены в штат Оклахома, округ Бивер был разделен на округа Бивер, Техас и Симаррон. По данным первой переписи населения, проведенной в 1910 году, в Оклахомском выступе было самое большое население — 32 433 жителя по сравнению с 28 729 жителями по данным переписи 2020 года.

### Пылевые бури
Оклахомский выступ сильно пострадал от засухи 1930-х годов. Засуха началась в 1932 году и привела к массовым пыльным бурям. К 1935 году этот район был широко известен как часть Пылевой чаши. Пыльные бури были в основном результатом неправильных методов ведения сельского хозяйства и выкашивания местных трав, которые удерживали плодородную почву на месте. Несмотря на усилия правительства по осуществлению природоохранных мер и изменению основных методов ведения сельского хозяйства в регионе, Пыльный покров сохранялся в течение почти десяти лет. Это в значительной степени повлияло на продолжительность Великой депрессии в США. В 1930-е годы в каждом из трех округов наблюдалась значительная убыль населения.
Социальные последствия пылевых бурь и последовавшего за этим оттока фермеров-арендаторов из Оклахомы послужили основой для сюжета романа 1939 года «Гроздья гнева» Джона Стейнбека.

## Экономика
Выступ довольно малонаселен по сравнению с остальной частью Оклахомы, что делает численность рабочей силы в этом регионе очень небольшой. Сельское хозяйство и скотоводство составляют большую часть экономической деятельности в регионе, причем в более засушливой западной части преобладает скотоводство. Потребности региона в высшем образовании удовлетворяет Государственный университет Оклахомского выступа в Гудвелле, в 10 милях к юго-западу от Гаймона.